# Primera División 1975-1976 (hockey su pista)
La Primera Division 1975-1976 è stata la 7ª edizione del torneo di secondo livello del campionato spagnolo di hockey su pista. La competizione è iniziata il 28 settembre 1975 e si è conclusa il 25 aprile 1976.
Il torneo è stato vinto dal Vendrell davanti al Montemar; le due squadre furono promosse in División de Honor per la stagione successiva.

## Squadre partecipanti
| Club         | Città             | Impianto | Stagione precedente                  |
| ------------ | ----------------- | -------- | ------------------------------------ |
| Alameda      | Osuna             |          | In Segunda División, promosso        |
| Calafell     | Calafell          |          | 5º in Primera División               |
| Espanyol     | Barcellona        |          | In Segunda División, promosso        |
| Igualada     | Igualada          |          | 7º in Primera División               |
| Liceo La Paz | La Coruña         |          | 9º in Primera División               |
| Lleida       | Lleida            |          | 6º in Primera División               |
| Montemar     | Alicante          |          | 4º in Primera División               |
| Pilaristas   | Madrid            |          | 10º in Primera División              |
| Vendrell     | El Vendrell       |          | 13º in División de Honor, retrocesso |
| Reus Ploms   | Reus              |          | 3º in Primera División               |
| Sabadell     | Sabadell          |          | 14º in División de Honor, retrocesso |
| Sant Just    | Sant Just Desvern |          | In Segunda División, promosso        |
| SC Lleida    | Lleida            |          | In Segunda División, promosso        |
| Valencia     | Valencia          |          | In Segunda División, promosso        |

## Classifica finale
|  | Pos. | Squadra      | Pt | G  | V  | N | P  | GF  | GS  | DR  |
|  | ---- | ------------ | -- | -- | -- | - | -- | --- | --- | --- |
|  | 1.   | Vendrell     | 41 | 26 | 20 | 1 | 5  | 150 | 63  | +87 |
|  | 2.   | Montemar     | 41 | 26 | 20 | 1 | 5  | 165 | 76  | +89 |
|  | 3.   | Calafell     | 40 | 26 | 19 | 2 | 5  | 173 | 74  | +99 |
|  | 4.   | Pilaristas   | 33 | 26 | 15 | 3 | 8  | 123 | 104 | +19 |
|  | 5.   | Lleida       | 31 | 26 | 14 | 3 | 9  | 118 | 92  | +26 |
|  | 6.   | Reus Ploms   | 31 | 26 | 13 | 5 | 8  | 130 | 114 | +16 |
|  | 7.   | Espanyol     | 27 | 26 | 11 | 5 | 10 | 113 | 108 | +5  |
|  | 8.   | SC Lleida    | 24 | 26 | 11 | 2 | 13 | 103 | 113 | -10 |
|  | 9.   | Liceo La Paz | 21 | 26 | 10 | 1 | 15 | 103 | 148 | -45 |
|  | 10.  | Valencia     | 20 | 26 | 9  | 2 | 15 | 120 | 183 | -63 |
|  | 11.  | Alameda      | 18 | 26 | 8  | 2 | 16 | 86  | 125 | -39 |
|  | 12.  | Sant Just    | 16 | 26 | 7  | 2 | 17 | 109 | 154 | -45 |
|  | 13.  | Sabadell     | 13 | 26 | 5  | 3 | 18 | 75  | 138 | -63 |
|  | 14.  | Igualada     | 8  | 26 | 3  | 2 | 21 | 95  | 171 | -76 |

Legenda:
      Promosso in División de Honor 1976-1977.
  Partecipa ai play-out.
      Retrocesse in Segunda Division 1976-1977.
Note:
Due punti a vittoria, uno a pareggio, zero a sconfitta.

## Verdetti
|  | Verdetto                       | Club              |
|  | ------------------------------ | ----------------- |
|  | Promosse in División de Honor  | Vendrell Montemar |
|  | Retrocesse in Segunda Division | Sabadell Igualada |